# Peace Arch

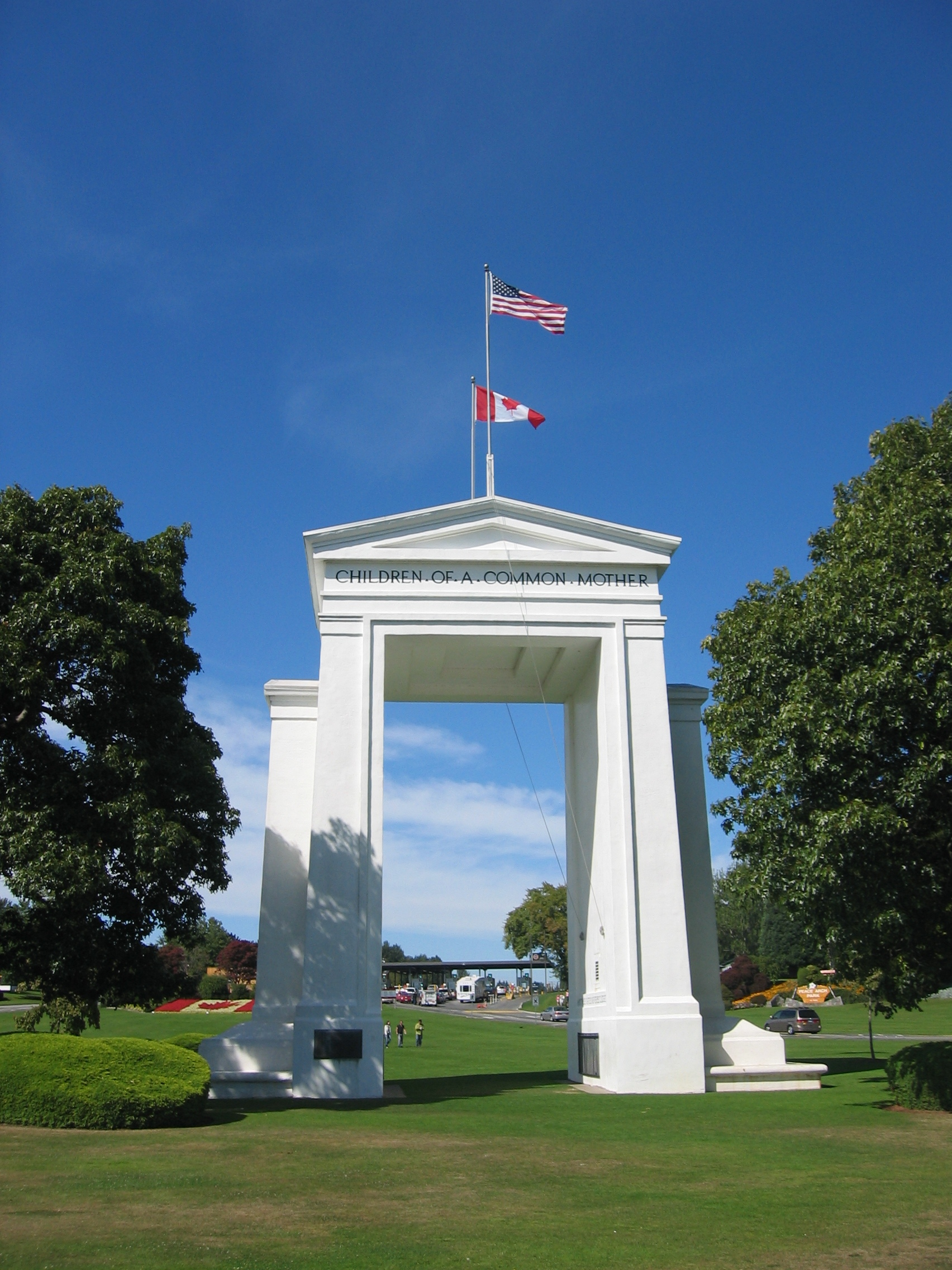
Från amerikanska sidan.

Peace Arch (fr: Arche de la Paix) är ett monument beläget vid Stilla havet på gränsen mellan Kanada och USA, mellan orterna Blaine i delstaten Washington och Surrey, provinsen British Columbia. 
Monumentet restes 6 september 1921, till minne av freden i Gent 1814 som formellt avslutade 1812 års krig mellan Storbritannien och USA.

### Fotnoter
1. ↑  ”Sam Hill dedicates his Peace Arch at Blaine on September 6, 1921” (på engelska). Historylink. http://www.historylink.org/index.cfm?displaypage=output.cfm&file_id=5224. Läst 8 november 2015.